# Libellus de medicinalibus Indorum herbis

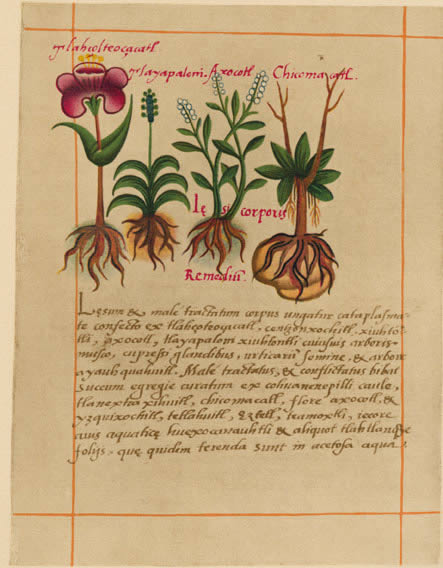
Een bladzijde uit de Libellus die een illustratie laat zien van de volgende planten: tlahçolteoçacatl, tlayapaloni, axocotl en de chicomacatl, de planten werden gebruikt als een remedie voor een lęsum & male tractatum corpus, "verwond en erg slecht behandeld lichaam"

De Libellus de Medicinalibus Indorum Herbis (Latijn voor "Klein boek van de medicinale kruiden van de Indianen") is een kruidenmanuscript dat de medicinale toepassingen beschrijft van verschillende planten die door de Azteken werden gebruikt. Het was vertaald naar het Latijn door Juan Badiano, vanuit het Nahuatl en werd origineel geschreven in Tlatelolco in 1552 door Martín de la Cruz en is verloren gegaan. Het “Libellus” is ook bekend als het Badianusmanuscript, vernoemd naar zijn vertaler, De Codex de la Cruz-Badiano, de originele auteur en latere vertaler, en als de Codex Barberini, naar Kardinaal Francesco Barberini die het manuscript in de vroege 17e eeuw in zijn bezit had.

## Geschiedenis
In 1552 heeft Jacobo de Grado, de verantwoordelijke broeder voor het Convent van Tlatelolco en het Colegio de Santa Cruz de Tlatelolco, de kruidencodex geschreven en vertaald voor Francisco de Mendoza, zoon van Antonio de Mendoza, de onderkoning van Nieuw-Spanje. Mendoza stuurt het Latijnse manuscript naar Spanje, waar het in de koninklijke bibliotheek werd ondergebracht. Daar bleef het hoogstwaarschijnlijk tot in het begin van de 17e eeuw, tot het in handen kwam van Diego de Cortavila y Sanabria, apotheker van Koning Filips IV van Spanje. Van Cortavila ging het waarschijnlijk via tijdelijke eigenaren naar de Italiaanse kardinaal Francesco Barberini. Het manuscript bleef tot 1902 in de Barberinibibliotheek, daarna werd de bibliotheek, samen met het manuscript, onderdeel van de Biblioteca Apostolica Vaticana. Uiteindelijk werd de “Libellus” in 1990, vier eeuwen nadat het naar Spanje was verstuurd, door paus Johannes Paulus II teruggeven aan Mexico, en is het nu te bewonderen in de Nationaal Antropologiemuseum in Mexico-Stad.
Een kopie is in de 17e eeuw door Cassiano dal Pozzo gemaakt, de secretaris van kardinaal Barberini. Dal Pozzo's collectie noemde men ook wel Museo Cartaceo ("Papieren Museum"), deze werd vervolgens door zijn erfgenamen verkocht aan paus Clemens XI, die het verkocht aan zijn neef, kardinaal Alessandro Albani, die het zelf weer verkocht aan Koning George III van Engeland in 1762. Dal Pozzo's kopie is nu onderdeel van de koninklijke bibliotheek van Windsor. Een andere kopie kan gemaakt zijn door Francesco de' Stelluti, maar is helaas verloren gegaan. Dal Pozzo en de' Stelluti waren beide leden van de Accademia dei Lincei te Rome.

## Afbeeldingen

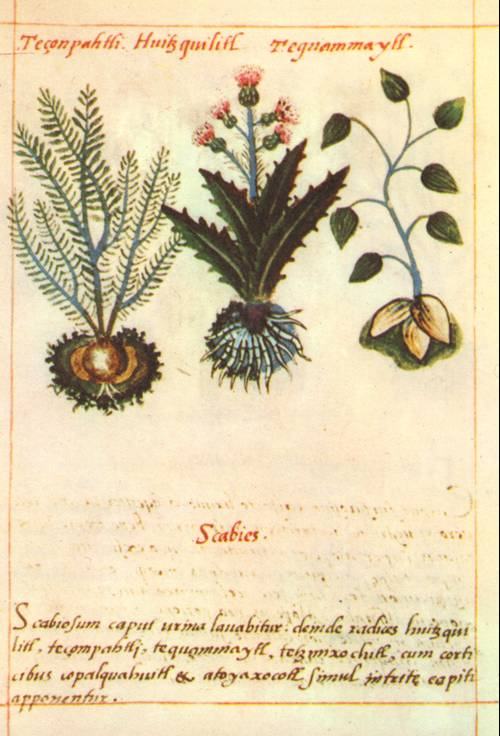
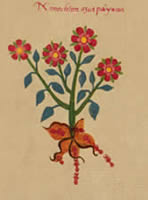
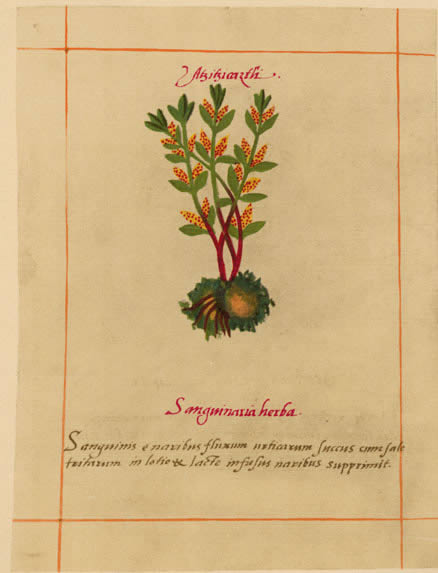
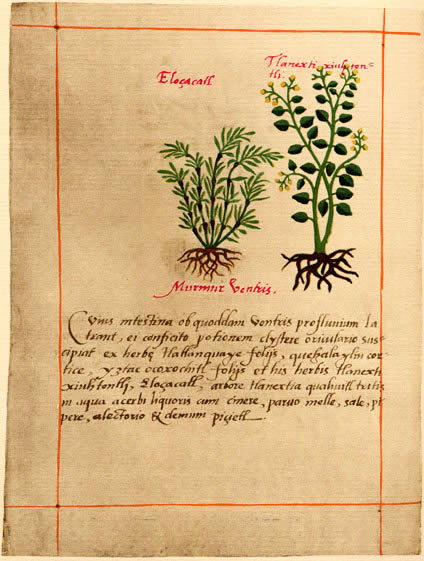

## Vertalingen
| Jaar       | Taal   | Titel | Vertaler             | Uitgever                                 |
| ---------- | ------ | --- | -------------------- | ---------------------------------------- |
| 1939       | Engels | The De la Cruz-Badiano Aztec Herbal of 1552 | William Gates        | The Maya Society                         |
| 1940       | Engels | The Badianus Manuscript (Codex Barberini Latin 241): An Aztec Herbal of 1552                                                                               | Emily Walcott Emmart | The Johns Hopkins Press                  |
| 1952       | Spaans | Libellus de Medicinalibus Indorum Herbis: El manuscrito pictórico mexicano-latino de Martín de la Cruz y Juan Badiano de 1552                              | Francisco Guerra     | Editorial Vargas Rea y El Diario Español |
| 1964, 1991 | Spaans | Libellus de medicinalibus indorum herbis: Manuscrito Azteca de 1552: versión Española con estudios y comentarios por diversos autores (ISBN 968-16-3607-4) |                      | Instituto Mexicano del Seguro Social     |
| 2000       | Engels | An Aztec Herbal: The Classic Codex of 1552 (ISBN 0-486-41130-3)                                                                                            | William Gates        | Dover (herdruk van de 1939 editie)       |